# إراي إيشجان
إراي إيشجان (بالتركية: Eray İşcan) هو لاعب كرة قدم تركي في مركز حراسة المرمى، ولد في 19 يوليو 1991 في زونغولداق في تركيا. شارك مع فريق تركيا الوطني لكرة القدم للشباب ومنتخب تركيا تحت 19 سنة لكرة القدم ومنتخب تركيا تحت 21 سنة لكرة القدم. أما مع النوادي، فقد لعب مع غلطة سراي.

## وصلات خارجية
- إراي إيشجان على موقع الاتحاد الأوربي (الإنجليزية)
- إراي إيشجان على موقع اتحاد تركيا (لاعب) (الإنجليزية)
- إراي إيشجان على موقع قاعدة بيانات كرة القدم.إي يو (الإنجليزية)
- إراي إيشجان على موقع عالم كرة القدم.نت (الإنجليزية)
- إراي إيشجان على موقع AS.com (الإسبانية)